# Gradec (Záhřeb)

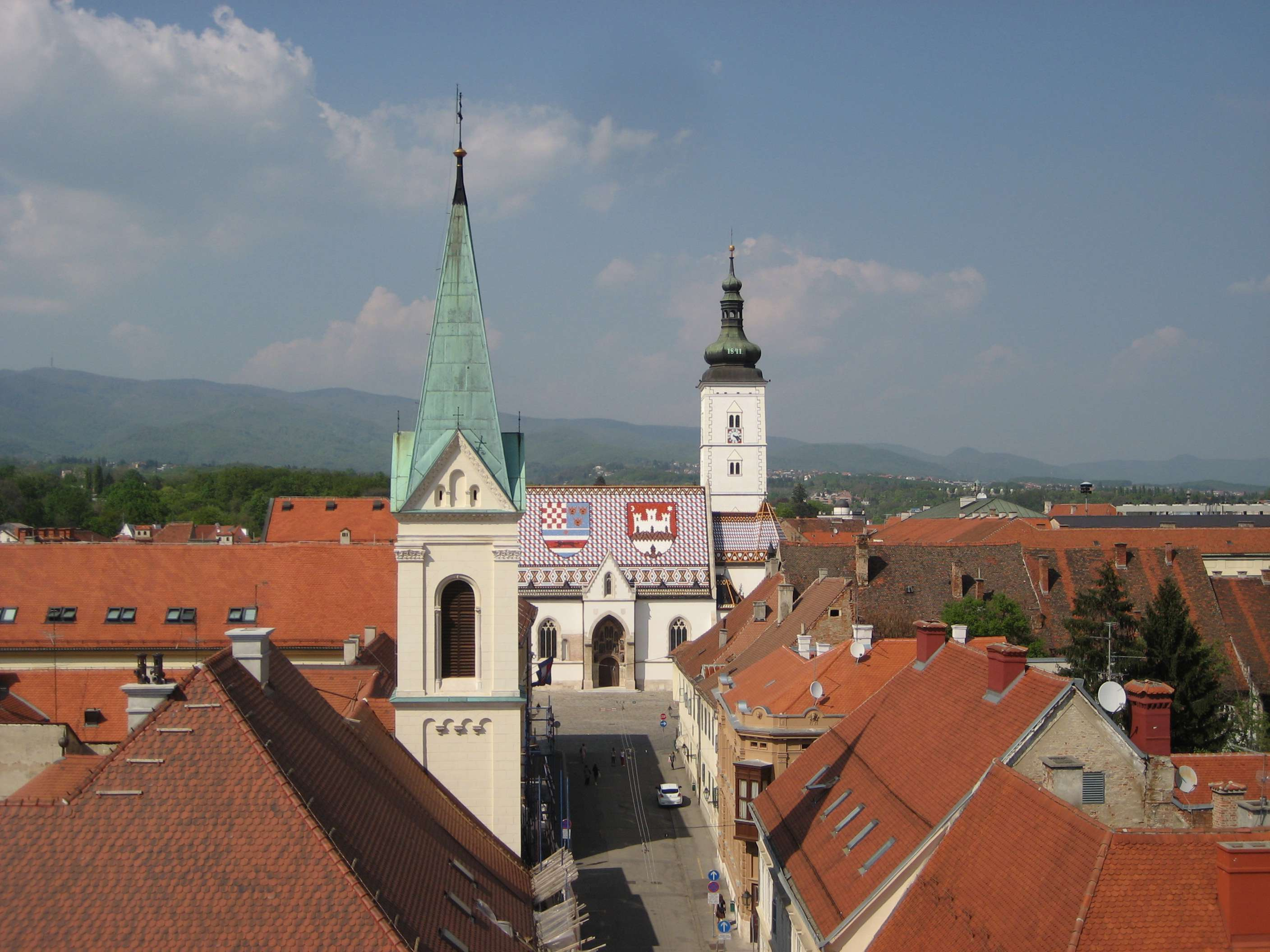
Pohled z věže Lotrščak

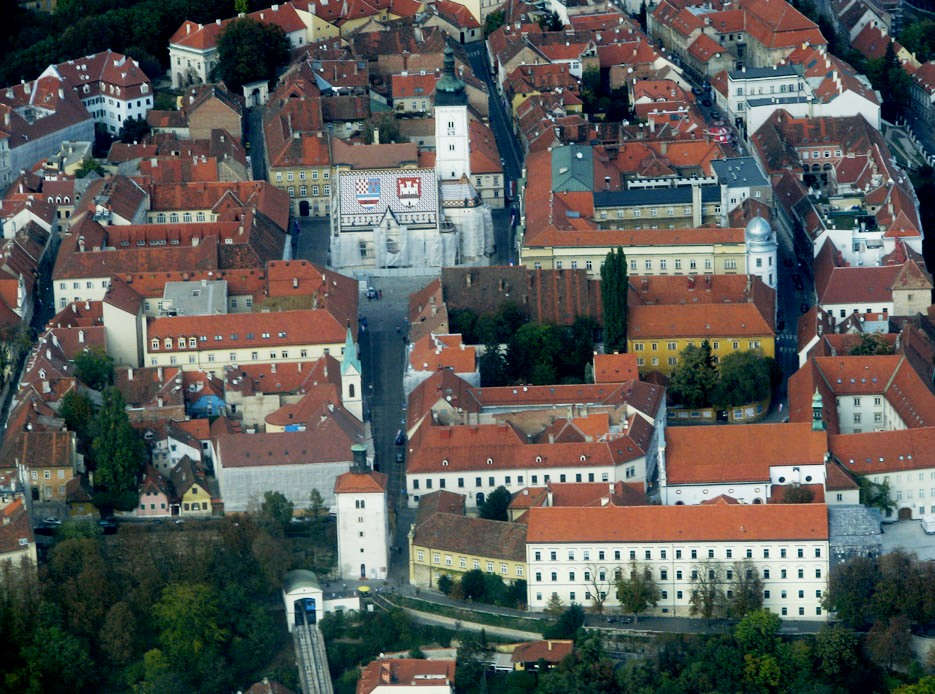
Gradec, uprostřed kostel sv. Marka, vlevo od něj Banski dvor, vpravo Parlament. Dole Lotrščak a lanovka

Gradec, Gornji Grad (Horní město) nebo Grič je název historické části města Záhřeb na svahu pohoří Medvednica, z níž po spojení s Kaptolem vznikl dnešní Záhřeb.
Od roku 2008 je v této části města zakázána silniční doprava a čtvrť je tak pěší zónou.

## Historie
V roce 1242 vydal Béla IV. Zlatou bulu, ve které město prohlásil za „svobodné a královské město na kopci Gradec záhřebském“. V letech 1242 až 1266 bylo město opevněno hradbami a věžemi. Dodnes se zachoval jeho původní tvar a uspořádání ulic. Gradec byl spojen s Kaptolem 7. září 1850, čímž začala moderní historie města Záhřeb. Podle správního dělení Gradec od roku 1999 patří do čtvrti Gornji grad - Medveščak.

## Obyvatelstvo
Podle sčítání lidu v roce 2001 zde žilo 3120 obyvatel. S obyvateli blízké části „August Cesarec“ (Tkalčićova ulice, východní hranice starého města) žije v Horním městě celkem 4711 lidí.

## Ulice

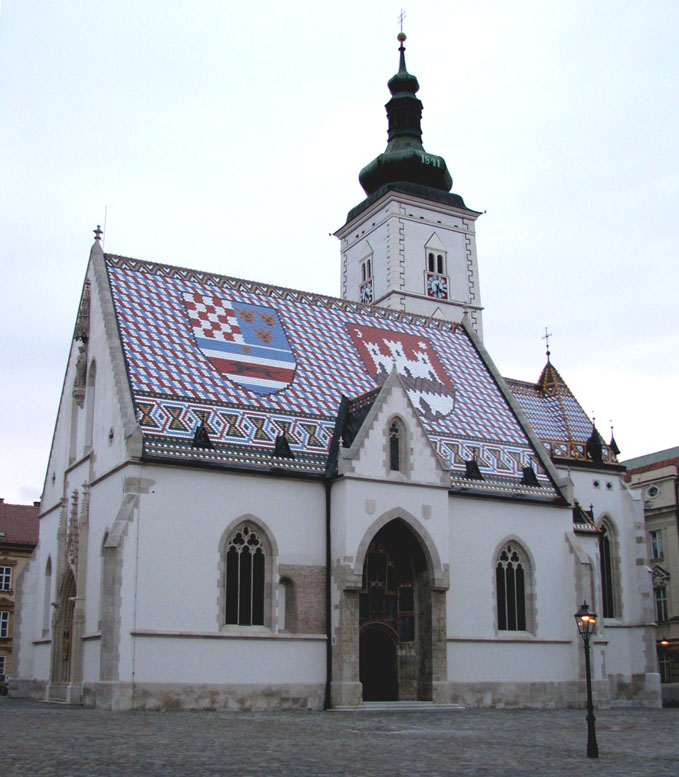
Kostel sv. Marka

Dochovaly se středověké názvy některých Gradeckých ulic, dnes jsou tyto ulice přejmenovány.
| Středověký název | Současný název    |
| ---------------- | ----------------- |
| Srednja          | Ćirilometodska    |
| Blatna           | Demetrova         |
| Mesarska         | Matoševa          |
| Duga             | Radićeva          |
| Popovska         | část ul. Opatička |

## Městské brány
Město mělo pět nebo šest bran, tři velké a dvě (tři) vedlejší.

### Velké brány
- Mesnička vrata (západ)
- Nova vrata (později Opatička, sever)
- Kamenita vrata (východ)

### Malé brány
- Poljska vrata (u věže Lotrščak, jih)
- Surove dverce (východ)
- Měla Mesnička vrata (západ)

Velké brány (Kamenita, Nova i Mesnička) byly čtyřúhelníkové věže, přes které se vcházelo do města. Malé brány byly jednoduché a mohly jimi procházet pouze chodci. Klíče od bran uchovávali měšťané bydlící v jejich blízkosti. Před zavíráním vrat zvonil čtvrt hodiny v městské zvonici zvon Lotrščak, upozorňující měšťany, kteří se zdrželi za městskými hradbami, aby se ihned vrátili domů. Ze všech městských bran se dodnes dochovala jen Kamenita vrata.

## Historické památky a kultura
Centrem Gradecu je Markovo náměstí (Markov trg), jemuž dominuje kostel sv. Marka postavený v 13. století v románském slohu, v druhé polovině 14. století přestavěný a dostavěný v letech 1876-1882. Byl obnoven v neogotickém stylu po zemětřesení v roce 1880.
Na náměstí se také nachází:
- Banski dvori – sídlo Vlády Chorvatské republiky
- Sídlo Chorvatského parlamentu (Hrvatski sabor)

Další kulturně-historické památky:
- Věž Lotrščak
- Starý městský sněm
- Řeckokatolická konkatedrála sv. Cyrila a Metoděje
- Kostel Sv. Kateřiny (1620-31)
- Jezuitský klášter (dnes Galerie Klovićevi dvori)
- Jezuitská akademie
- Palác Zrinských (17. století)
- Klášter klarisek (1647-50, dnes městské muzeum)
- Barokní palác Vojković-Oršić-Rauch (18. století, dnes historické muzeum)
- Palác Pejačević (1797, později divadlo, dnes přírodovědné muzeum)
- Stará radnice, dnes sídlo městského zastupitelstva
- Paláce Dverce, Paravić, Magdalenić-Drašković, Walter, Amadé, Ratkaj a další
- Popov toranj (1247, od roku 1903 hvězdárna) – věž, v níž se v případě nebezpečí ukrývalo duchovenstvo z Kaptolu

### Muzea
- Muzeum města Záhřeb
- Chorvatské přírodovědné muzeum
- Chorvatské historické muzeum
- Muzeum naivního umění
- Muzeum ukončených vztahů
- Muzeum Marton

### Galerie
- Galerie Klovićevi dvori
- Galerie Kula Lotrščak
- Ateliér Meštrović
- Galerie Gradec
- Galerie Laval Nugent

## Galerie obrázků

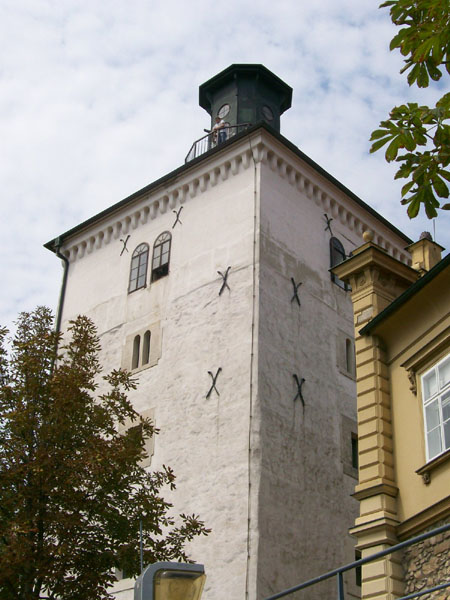
Věž Lotrščak
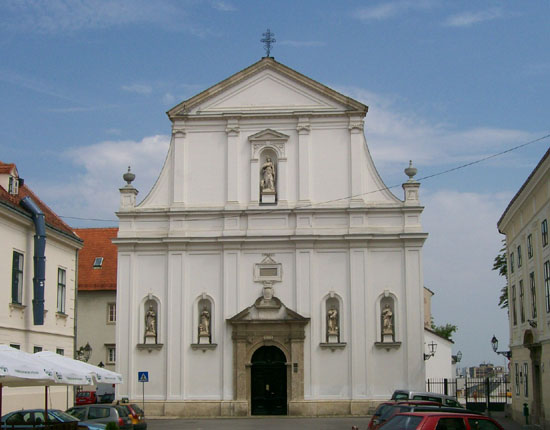
Kostel sv. Kateřiny
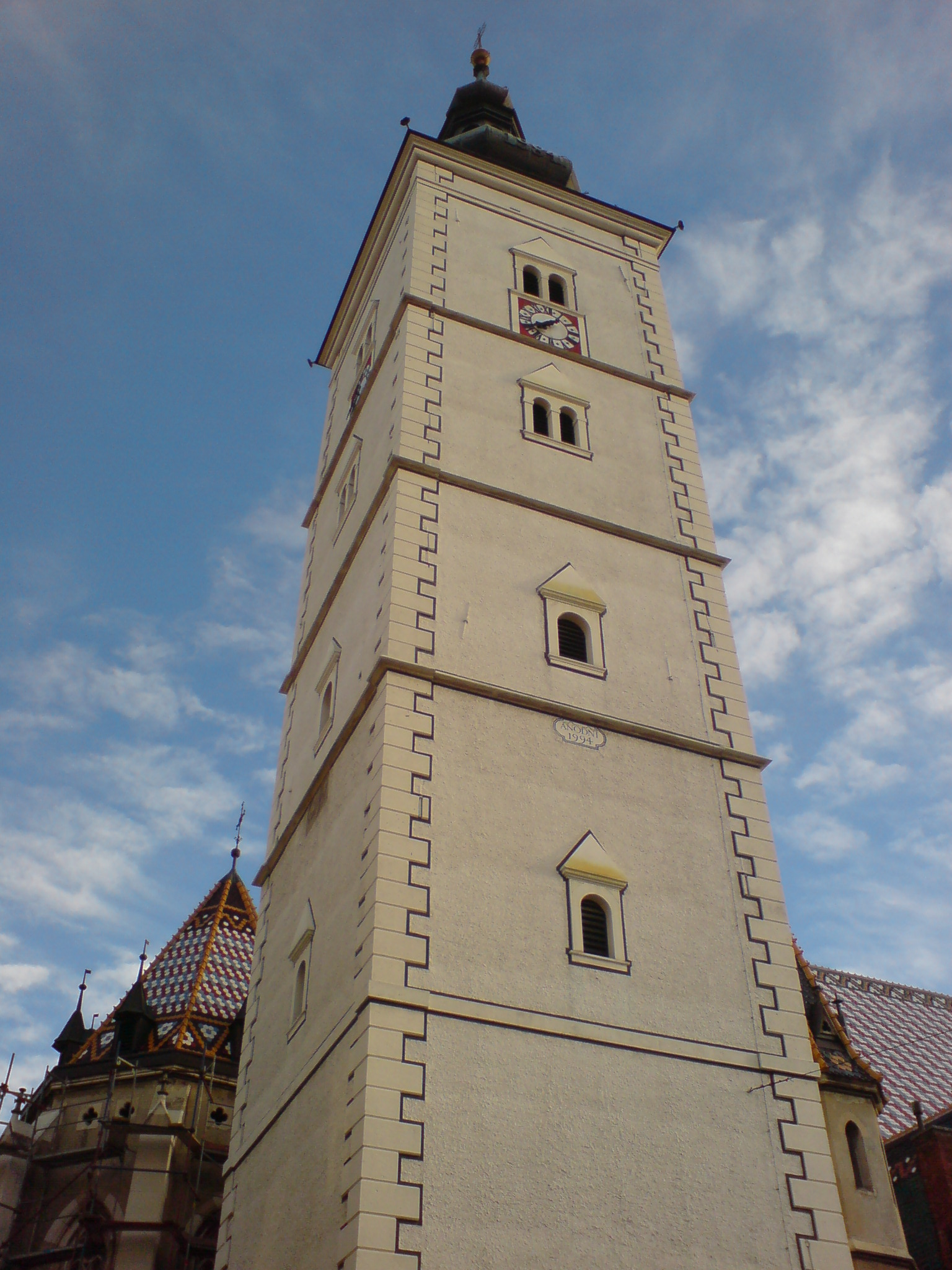
Zvonice kostela sv. Marka
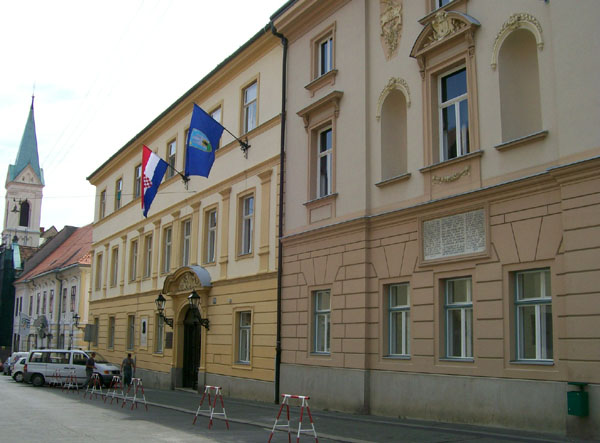
Stará městská radnice
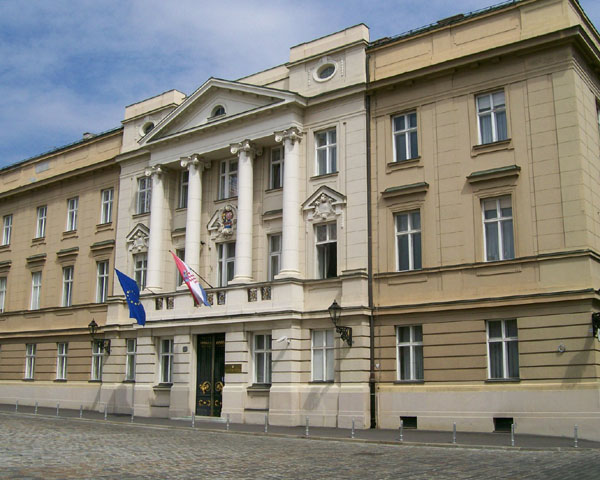
Chorvatský parlament
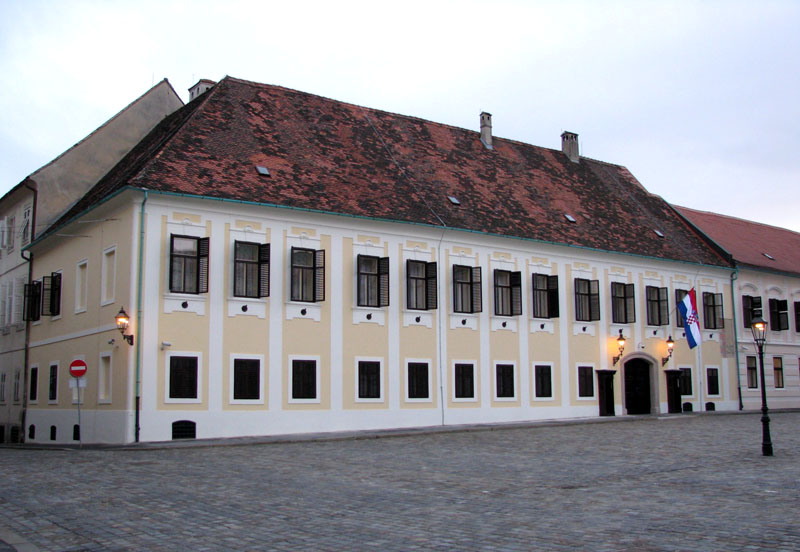
Banski dvori, sídlo chorvatské vlády
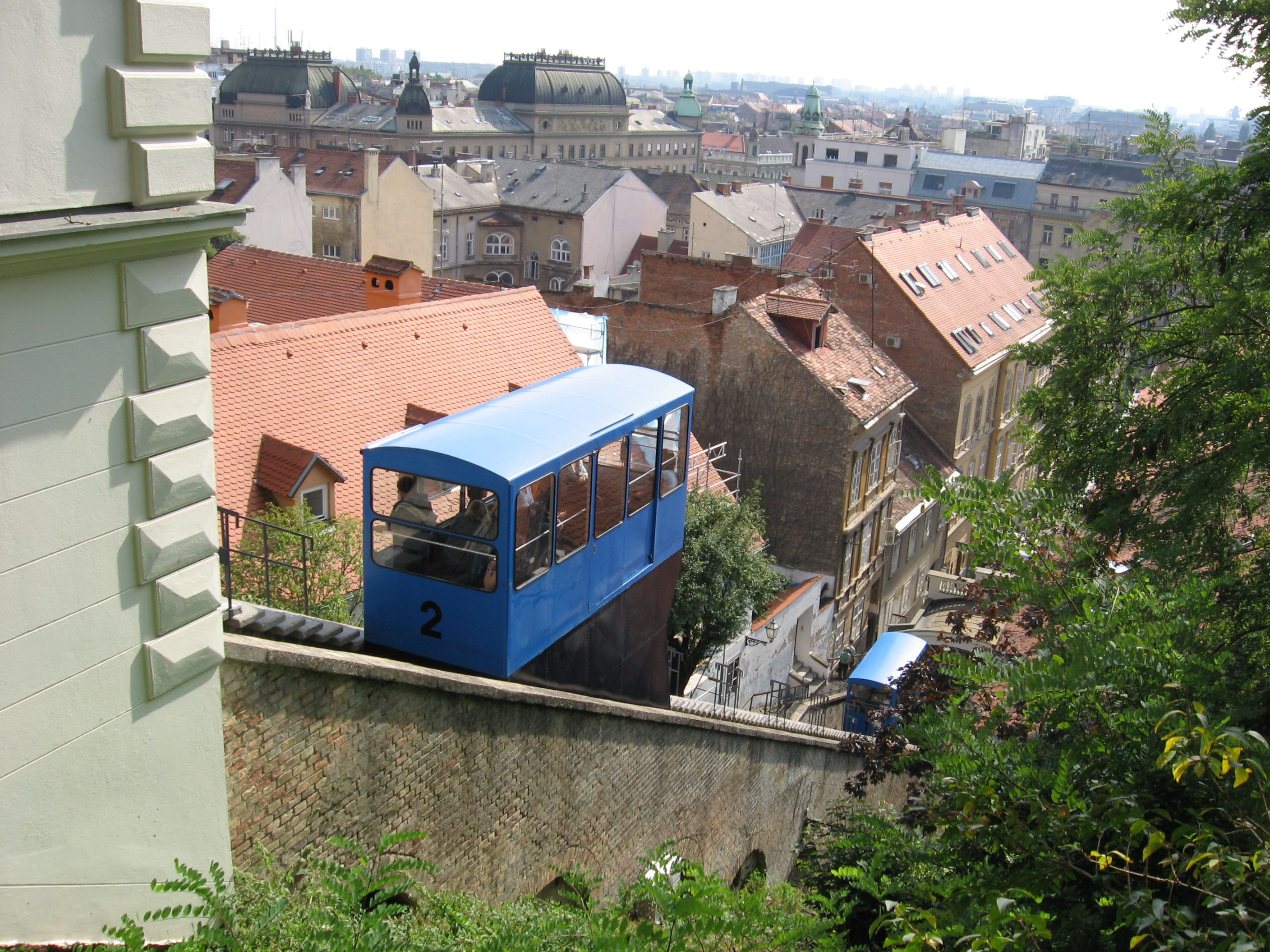
Záhřebská lanovka (Uspinjača)
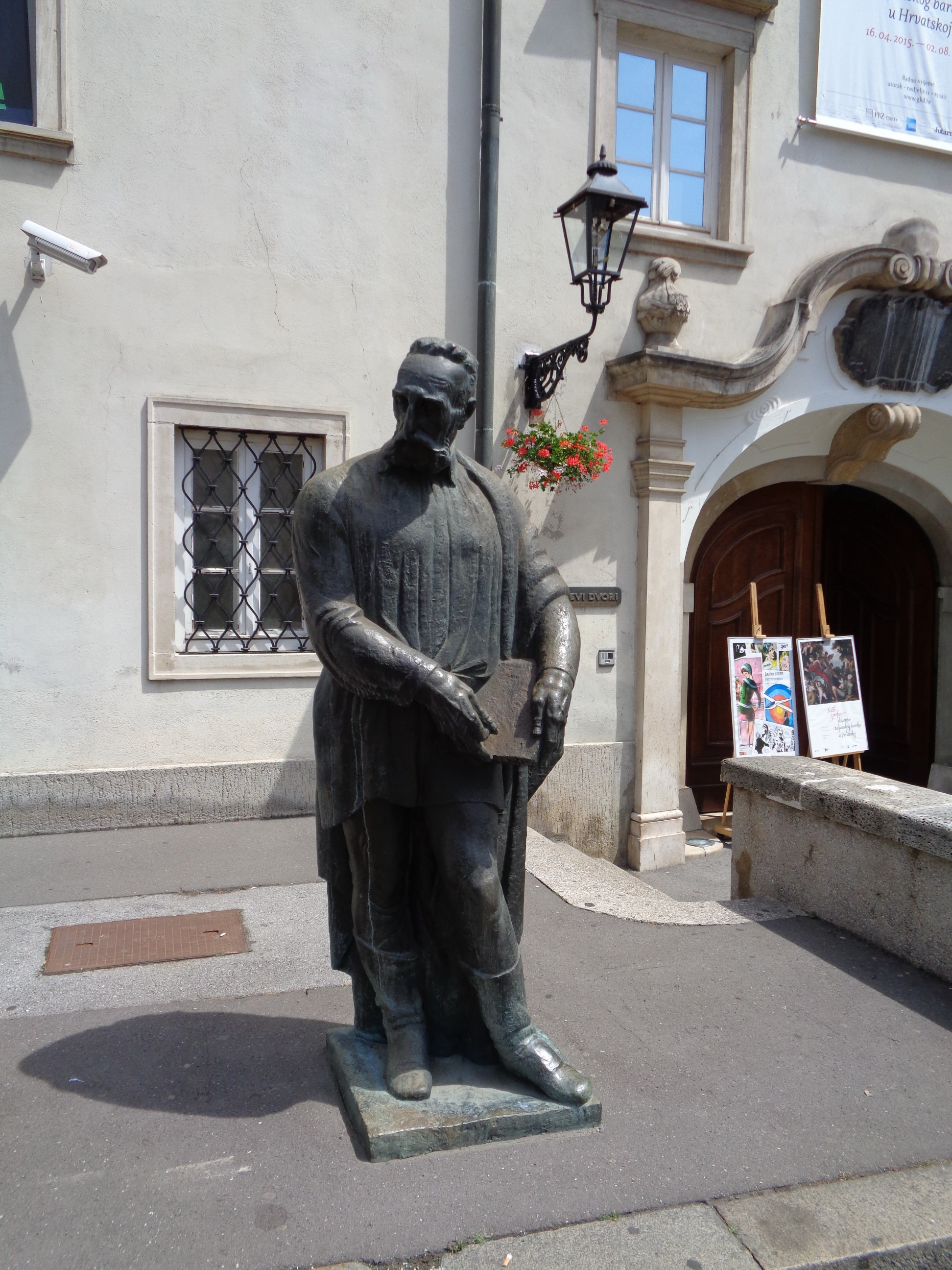
Socha Julije Kloviče před galerií nesoucí jeho jméno